# Miracolo eucaristico di Ettiswil

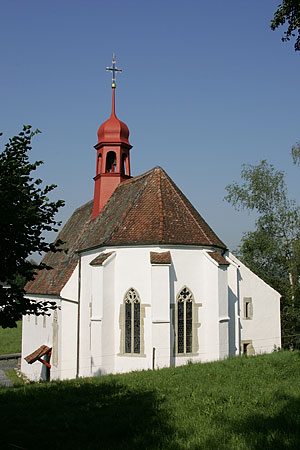
La Cappella del Santissimo Sacramento, edificata per ricordare il miracolo eucaristico

Il miracolo eucaristico di Ettiswil sarebbe avvenuto nell'omonima cittadina svizzera nell'anno 1447: un'ostia consacrata, trafugata dalla chiesa parrocchiale, sarebbe stata ritrovata in modo miracoloso.

## Storia
Il 23 maggio 1447 a Ettiswil, piccolo centro della Svizzera situato nel Canton Lucerna, fu rubata dalla chiesa parrocchiale l'Ostia Magna, consacrata in vista della processione del giorno successivo.
Secondo quanto tramandato dalla tradizione, l'ostia fu ritrovata da Margherita Schulmeister, una giovane donna che badava a un gruppo di maiali che avevano cominciato a comportarsi in modo strano. Grazie anche all'intervento di due uomini a cavallo, la particola trafugata fu ritrovata vicino a una siepe, tra le ortiche: era divisa in sette parti, tanto da sembrare una rosa, ed era circondata da una grande luce.
Il parroco, subito avvertito, si recò sul posto per riportare l'ostia in chiesa, accompagnato dai parrocchiani in processione. La particella centrale sarebbe però sparita nel terreno, e questo fu interpretato come un segno divino, cioè l'invito a costruire una cappella in quel luogo. Le rimanenti sei particelle furono conservate nella chiesa di Ettiswil. Il 28 dicembre 1448 fu consacrato l'altare della nuova cappella, successivamente ampliata fino ad assumere l'aspetto del santuario attuale.
Le indagini seguite al furto portarono all'arresto di Anna Vögtli di Bischoffingen, dedita al satanismo, che aveva dichiarato di aver rubato l'ostia e di averla poi abbandonata perché era diventata così pesante da non poterla più portare.
Le notizie relative a questo presunto miracolo eucaristico si trovano nel "Protocollo di Giustizia", redatto il 16 luglio 1447 da Hermann von Rüsseg, signore di Büron e giudice del distretto. Anche se l'originale è andato perduto, esistono diverse copie concordanti, l'ultima del 1480. Nel 1898 nacque anche una confraternita, ispirata alla devozione al Sacro Cuore di Gesù.
Numerosi papi, tra i quali l'ultimo è stato Pio XII nel 1947, hanno concesso indulgenze ai visitatori del santuario, dove attualmente si celebra una grande festa in occasione della ricorrenza detta "Domenica Laetare".